# Aegothelidae
Aegothelidae este o familie de păsări din ordinul Caprimulgiformes, iar după alți autori – din propriul ordin Aegotheliformes, sau clasificată în ordinul Apodiformes. Familia include un singur gen actual, Aegotheles.

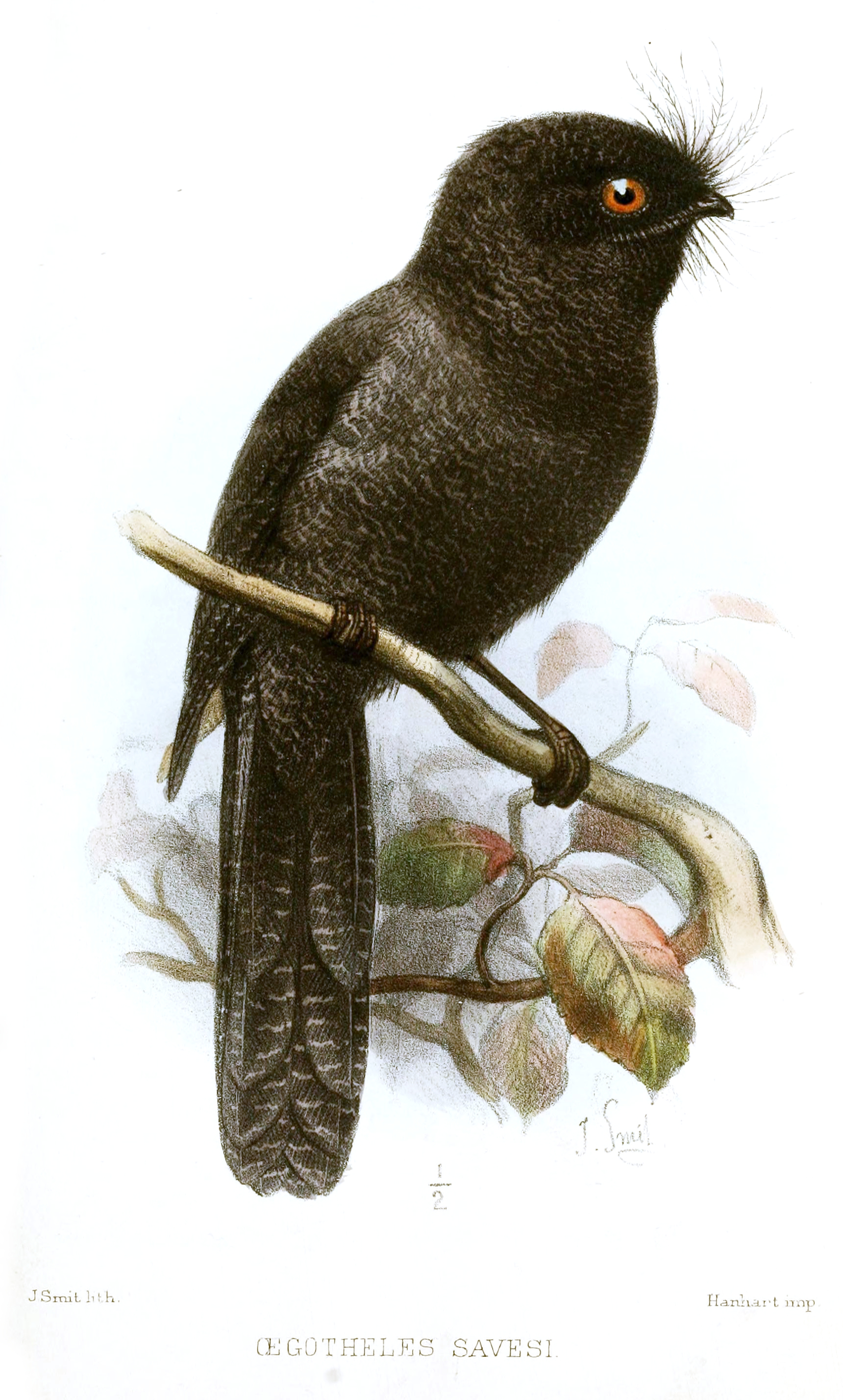
Aegotheles savesi

## Specii
- Aegotheles savesi
- Aegotheles insignis
- Aegotheles tatei
- Aegotheles crinifrons
- Aegotheles cristatus
- Aegotheles bennettii
- Aegotheles affinis
- Aegotheles salvadorii
- Aegotheles wallacii
- Aegotheles archboldi
- Aegotheles albertisi

## Genuri și specii fosile
- Aegotheles novaezealandiae †
- Género Quipollornis † (Miocen inferior/mijlociu)